# إيك تايلور
إيك تايلور (بالإنجليزية: Ike Taylor)‏ هو لاعب كرة قدم أمريكية أمريكي، ولد في 5 مايو 1980 في غريتنا في الولايات المتحدة.

## وصلات خارجية
- إيك تايلور على موقع مرجع كرة القدم المحترفة.كوم (الإنجليزية)